# Shai Gilgeous-Alexander
Shaivonte Aician „Shai“ Gilgeous-Alexander (* 12. Juli 1998 in Toronto, Ontario) ist ein kanadischer Basketballspieler, der bei den Oklahoma City Thunder in der NBA unter Vertrag steht.

## Laufbahn
Gilgeous-Alexander wurde in Toronto geboren und wuchs in Hamilton (Ontario) auf. Seine Mutter Charmaine Gilgeous gehörte als 400-Meter-Läuferin zur Olympiamannschaft Antigua und Barbudas bei den Sommerspielen 1992. Er spielte Basketball an der Sir Allan MacNab Secondary School in Hamilton (Provinz Ontario), 2015 wechselte er in die Vereinigten Staaten, um seine Basketball-Ausbildung an der Hamilton Heights Christian Academy in Chattanooga (Bundesstaat Tennessee) fortzusetzen. Zunächst gab er der University of Florida seine Zusage, änderte jedoch seine Entscheidung und ging letztlich an die University of Kentucky. Dort spielte er unter Trainer-Koryphäe John Calipari, der dafür bekannt ist, zahlreichen Talenten den Weg in die NBA geebnet zu haben.
Gilgeous-Alexander blieb nur eine Saison lang an der University of Kentucky. In dieser einzigen Spielzeit in der ersten Division der NCAA war der Kanadier Kentuckys zweitbester Korbschütze (14,4 Punkte pro Spiel), bester Vorlagengeber (5,1 Assists je Begegnung) und bester Spieler seiner Mannschaft in der Kategorie Ballgewinne (1,6 Steals je Partie). Im April 2018 gab er seinen Wechsel ins Profilager bekannt.

### NBA

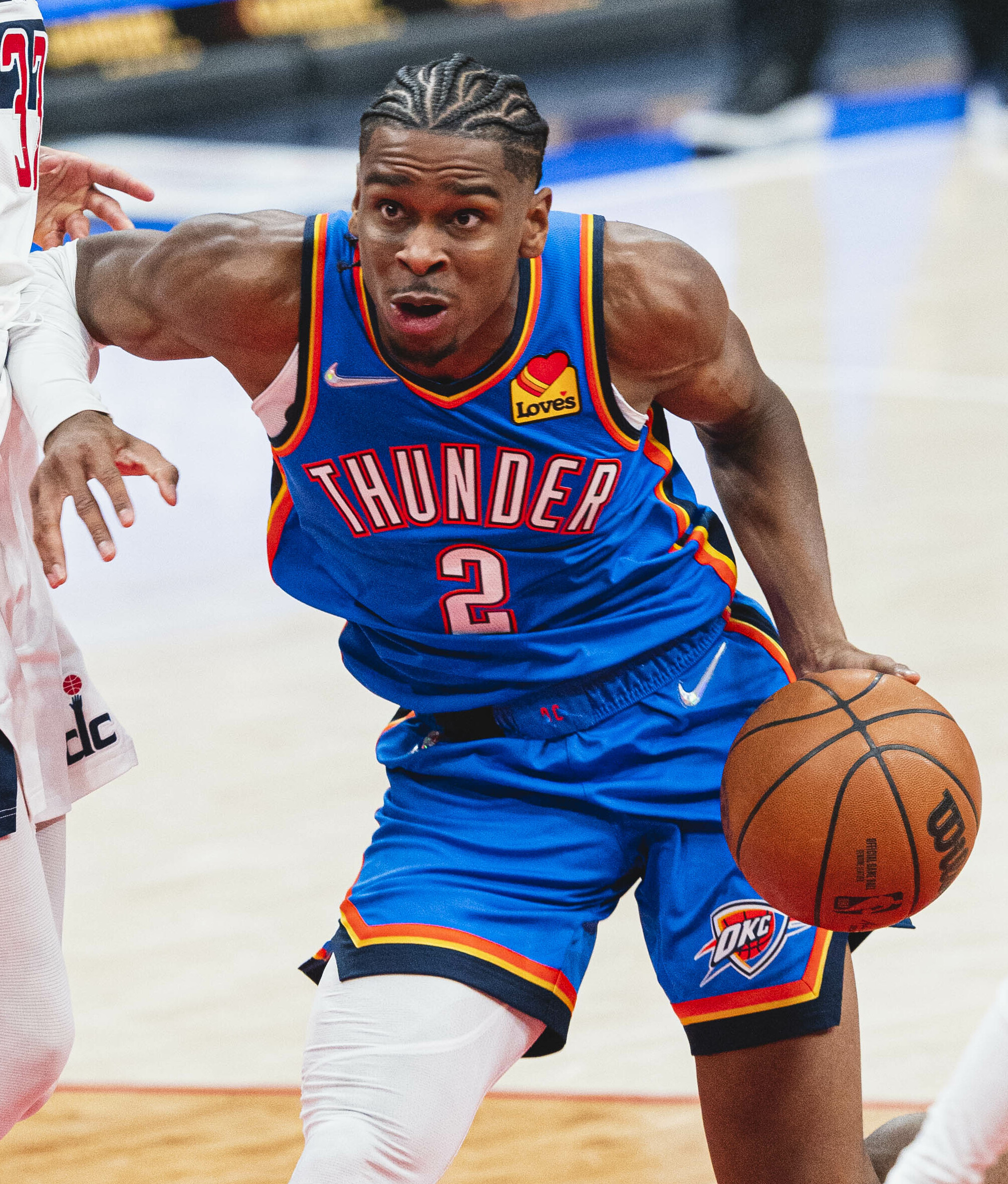
Gilgeous-Alexander (2022)

Die Charlotte Hornets sicherten sich beim NBA-Draft 2018 die Rechte an dem Kanadier, der an insgesamt elfter Stelle ausgewählt wurde. Allerdings gab Charlotte Gilgeous-Alexander kurz darauf gegen Miles Bridges und zukünftige Draftrechte an die Los Angeles Clippers ab. Der Kanadier stand als NBA-Neuling im Spieljahr 2018/19 in 82 Partien auf dem Feld und erzielte für die Kalifornier im Mittel 10,8 Punkte, leistete die Vorlagen zu 3,3 Korberfolgen von Mitspielern und holte 2,8 Rebounds je Begegnung.
Im Juli 2019 wurde der Kanadier gemeinsam mit seinem Mannschaftskollegen Danilo Gallinari im Rahmen eines Tauschgeschäfts von Los Angeles an die Oklahoma City Thunder abgegeben. Mit 20 Punkten, 20 Rebounds sowie 10 Korbvorlagen bei einem 117:104-Sieg über die Minnesota Timberwolves am 13. Januar 2020 wurde er der jüngste Spieler der NBA-Geschichte, dem in einer Partie mindestens 20 Punkte und Rebounds sowie 10 Korbvorlagen gelangen.
Gilgeous-Alexander, den im Angriff insbesondere sein variantenreicher Zug zum Korb und seine Geschwindigkeitswechsel auszeichnen, entwickelte sich zu einem der besten Spieler der NBA, in der Hauptrunde der Saison 2023/24 kam der Kanadier auf einen Punktedurchschnitt von 30,1 je Begegnung und führte die Liga in der statistischen Wertung Ballgewinne pro Spiel an.
In der Saison 2024/25 führte er Oklahoma City zum Gewinn des NBA-Meistertitels und wurde als erster Kanadier in der Ligageschichte als wertvollster Spieler der Finalserie ausgezeichnet. Er wurde (nach Michael Jordan, Kareem Abdul-Jabbar und Shaquille O’Neal) der vierte Spieler, der in einer NBA-Saison den Meistertitel gewann, als wertvollster Spieler der Finalserie sowie der Hauptrunde ausgezeichnet wurde sowie die Korbjägerliste der NBA anführte.

### Nationalmannschaft
2016 gewann er mit der kanadischen U18-Nationalmannschaft Silber bei der Amerikameisterschaft. Bei der Weltmeisterschaft 2023 holte er mit Kanada die Bronzemedaille. Gilgeous-Alexander war während des Turniers mit 24,5 Punkten je Begegnung der beste Korbschütze seiner Mannschaft sowie der viertbeste aller WM-Teilnehmer.

## Erfolge und Auszeichnungen
- 1× NBA-Meister: 2025
- 1× Bill Russell NBA Finals Most Valuable Player Award: 2025
- 1× NBA Most Valuable Player Award: 2025
- 3× All-NBA Team: 2023–2025 (First Team)
- 3× NBA All-Star: 2023–2025
- 1× Western Conference Finals Most Valuable Player: 2025
- All-Tournament First Team der Basketball-Weltmeisterschaft 2023
- 1× Northern Star Award (Spitzensportler Kanadas): 2023

## Karriere-Statistiken

### NBA

#### Hauptrunde
| Saison   | Team          | GP  | GS  | MPG  | FG % | 3P % | FT % | RPG | APG | SPG | BPG | PPG  |
| -------- | ------------- | --- | --- | ---- | ---- | ---- | ---- | --- | --- | --- | --- | ---- |
| 2018–19  | L.A. Clippers | 82  | 73  | 26.5 | .476 | .367 | .800 | 2.8 | 3.3 | 1.2 | 0.5 | 10.8 |
| 2019–20  | Oklahoma City | 70  | 70  | 34.7 | .471 | .347 | .807 | 5.9 | 3.3 | 1.1 | 0.7 | 19.0 |
| 2020–21  | Oklahoma City | 35  | 35  | 33.7 | .508 | .418 | .808 | 4.7 | 5.9 | 0.8 | 0.7 | 23.7 |
| 2021–22  | Oklahoma City | 56  | 56  | 34.7 | .453 | .300 | .810 | 5.0 | 5.9 | 1.3 | 0.8 | 24.5 |
| 2022–23  | Oklahoma City | 68  | 68  | 35.5 | .510 | .345 | .905 | 4.8 | 5.5 | 1.6 | 1.0 | 31.4 |
| 2023–24  | Oklahoma City | 75  | 75  | 34.0 | .535 | .353 | .874 | 5.5 | 6.2 | 2.0 | 0.9 | 30.1 |
| 2024–25  | Oklahoma City | 76  | 76  | 34.2 | .519 | .375 | .898 | 5.0 | 6.4 | 1.7 | 1.0 | 32.7 |
| Gesamt   | Gesamt        | 462 | 453 | 33.1 | .501 | .355 | .862 | 4.8 | 5.1 | 1.4 | 0.8 | 24.4 |
| All-Star | All-Star      | 4   | 3   | 12.7 | .733 | .688 | .500 | 2.3 | 3.5 | 0.3 | 0.3 | 14.0 |

#### Play-offs
| Saison  | Team          | GP | GS | MPG  | FG % | 3P % | FT % | RPG | APG | SPG | BPG | PPG  |
| ------- | ------------- | -- | -- | ---- | ---- | ---- | ---- | --- | --- | --- | --- | ---- |
| 2018–19 | L.A. Clippers | 6  | 6  | 28.8 | .467 | .500 | .850 | 2.7 | 3.2 | 1.0 | 0.8 | 13.7 |
| 2019–20 | Oklahoma City | 7  | 7  | 39.9 | .433 | .400 | .957 | 5.3 | 4.1 | 1.0 | 0.4 | 16.3 |
| 2023–24 | Oklahoma City | 10 | 10 | 39.9 | .496 | .432 | .790 | 7.2 | 6.4 | 1.3 | 1.7 | 30.2 |
| Gesamt  | Gesamt        | 23 | 23 | 37.0 | .476 | .433 | .831 | 5.4 | 4.9 | 1.1 | 1.1 | 21.7 |